# Aaron Neumann
Aaron Neumann (* 23. April 1991 in Prince George) ist ein kanadischer Biathlet.
Aaron Neumann lebt in Canmore und startet für Caledonia Nordics Ski Club, wo er von John Jaques trainiert wird. Im Alter von sechs Jahren begann er mit dem Skilanglaufen, 2001 begann er mit dem Biathlonsport. Seine ersten internationalen Einsätze hatte er bei den Juniorenrennen der Sommerbiathlon-Weltmeisterschaften 2009 in Oberhof, wo er auf Skirollern 37. des Sprints wurde, das Verfolgungsrennen als überrundeter Läufer nicht beendete und Megan Tandy, Emma Lunder und seinem Bruder Matt Neumann Sechster des Staffelrennens wurde. In der Gesamtwertung des Biathlon-NorAm-Cup 2010/11 kam er auf den 14. Platz. Es folgten die Nordamerikanischen Meisterschaften im Biathlon 2011 in Whistler. Sowohl im Sprint wie auch im Verfolgungs- und im Massenstartrennen gewann er hinter seinem Bruder und Beau Thompson die Bronzemedaillen und verwies Karl Granroth und Chris Halldorson auf die folgenden Plätze. Bis 2011 gewann er bei nationalen Meisterschaften mehrere Medaillen in den Juniorenklassen.